# نادي ريوس ديبورتيو
نادي ريوس ديبورتيو هو ناد كرة قدم إسباني يتمركز في ريوس، في منطقة كاتالونيا ذاتية الحكم. تأسس في 1909، ويلعب في الدرجة الثانية، ويستضيف مبارياته في الملعب البلدي، بسعة تقدر بقرابة 4700 مقعد.